# He Zhili
He Zhili (chinesisch 何 智麗 / 何 智丽, jap. Ka Chirei; * 30. September 1964 in Shanghai) ist eine ehemalige chinesische und japanische Tischtennisspielerin. Sie gewann zweimal Gold bei Weltmeisterschaften. Nach ihrer Heirat nahm sie den Namen Chire Koyama (jap. 小山 ちれ, Koyama Chire, chin. 小山 智丽, Xiaoshan Zhili) an.

## Werdegang
He Zhili wurde in China geboren. Für China trat sie bei den Weltmeisterschaften 1985 und 1987 an. 1985 gewann sie mit der Damenmannschaft Gold. 1987 wurde sie Weltmeister im Einzel, im Doppel mit Jiao Zhimin erreichte sie das Halbfinale. Da sie sich bei dieser WM einer Stallorder widersetzte, eine Mannschaftskameradin gewinnen zu lassen, fiel sie in Ungnade und wurde nicht für die Olympischen Spiele 1988 berücksichtigt.
1988 heiratete sie den Japaner Hideyuki Koyama und nahm den Namen Chire Koyama an. Sie übersiedelte nach Japan, wo sie mehrfach die nationale japanische Meisterschaft gewann, etwa 1993, 1996, 1997. Vom japanischen Tischtennisverband wurde sie für die Weltmeisterschaften 1993, 1997 und 1999 nominiert. 1996 und 2000 nahm sie an den Olympischen Sommerspielen teil.

## Turnierergebnisse
| Verband | Veranstaltung           | Jahr | Ort         | Land | Einzel        | Doppel        | Mixed         | Team |
| ------- | ----------------------- | ---- | ----------- | ---- | ------------- | ------------- | ------------- | ---- |
| JPN     | Asienmeisterschaft ATTU | 2000 | Doha        | QAT  | Viertelfinale |               | Viertelfinale |      |
| JPN     | Asienmeisterschaft ATTU | 1998 | Osaka       | JPN  | Halbfinale    |               |               |      |
| JPN     | Asienmeisterschaft ATTU | 1996 | Kallang     | SIN  | Gold          | Viertelfinale |               |      |
| CHN     | Asienmeisterschaft ATTU | 1988 | Niigata     | JPN  | Gold          | Halbfinale    |               |      |
| CHN     | Asienmeisterschaft ATTU | 1986 | Shenzhen    | CHN  | Gold          | Gold          |               | 1    |
| CHN     | Asienmeisterschaft ATTU | 1984 | Islamabad   | PAK  | Gold          |               | Silber        | 1    |
| JPN     | Asienspiele             | 1994 | Hiroshima   | JPN  | Gold          | Viertelfinale | Viertelfinale |      |
| CHN     | Asienspiele             | 1986 | Seoul       | KOR  | Silber        | Silber        |               | 2    |
| JPN     | ASIA-TOP12              | 1999 | Kish Island | IRI  | Viertelfinale |               |               |      |
| JPN     | Olympische Spiele       | 2000 | Sydney      | AUS  | Viertelfinale | keine Teiln.  |               |      |
| JPN     | Olympische Spiele       | 1996 | Atlanta     | USA  | Viertelfinale | Viertelfinale |               |      |
| JPN     | Pro Tour                | 2000 | Kobe City   | JPN  | Viertelfinale |               |               |      |
| JPN     | Pro Tour                | 2000 | Zagreb      | HRV  | Gold          |               |               |      |
| JPN     | Pro Tour                | 1999 | Karlskrona  | SWE  | Viertelfinale | Rd 1          |               |      |
| JPN     | Pro Tour                | 1999 | Lievin      | FRA  | letzte 16     | letzte 16     |               |      |
| JPN     | Pro Tour                | 1999 | Bremen      | GER  | Halbfinale    | Rd 1          |               |      |
| JPN     | Pro Tour                | 1999 | Kobe City   | JPN  | Silber        |               |               |      |
| JPN     | Pro Tour                | 1998 | Melbourne   | AUS  | Viertelfinale | Viertelfinale |               |      |
| JPN     | Pro Tour                | 1998 | Wakayama    | JPN  | letzte 16     | letzte 16     |               |      |
| JPN     | Pro Tour                | 1996 | Kitaku-Shu  | JPN  | Viertelfinale | Silber        |               |      |
| JPN     | Pro Tour Grand Finals   | 1999 | Sydney      | AUS  | Viertelfinale |               |               |      |
| JPN     | Weltmeisterschaft       | 1999 | Eindhoven   | NED  | letzte 16     | keine Teiln.  | keine Teiln.  |      |
| JPN     | Weltmeisterschaft       | 1997 | Manchester  | ENG  | Scratched     | keine Teiln.  | keine Teiln.  | 6    |
| JPN     | Weltmeisterschaft       | 1993 | Göteborg    | SWE  | letzte 16     | letzte 32     | keine Teiln.  |      |
| CHN     | Weltmeisterschaft       | 1987 | New Delhi   | IND  | Gold          | Halbfinale    | Viertelfinale |      |
| CHN     | Weltmeisterschaft       | 1985 | Göteborg    | SWE  | letzte 64     | keine Teiln.  | Viertelfinale | 1    |